# Fragii sălbatici

Afiș original

Fragii sălbatici este un film scris și regizat de Ingmar Bergman, lansat în anul 1957.

## Opinii critice
- | “ | Voiaj copleșit de coșmaruri, vise și reveniri în trecut, al unui venerabil profesor însoțit de nora sa, către Universitatea care-i decernează titlul de Doctor Honoris Causa. Traseu exterior care se intersectează cu un labirint interior, voiaj în timp și în imaginar, bilanțul unei existențe, filmat cu o libertate de limbaj si mișcare ce taie respirația, operă capitală de introspecție, meditație despre farmecul senectuții, dar și omagiu al tînărului cineast clasicului Sjöström. | ” | (Dicționar universal de filme, 2002)
- | “ | Cu o extraordinară libertate și îndrăzneală, Bergman combină într-un fel de sinteză genială nu numai temele sale preferate, nu numai toate marile curente ale cinematografului (expresionism, realism poetic și chiar neorealism), ci reușește să păstreze o perfecta unitate de ton și să nu repete nimic din operele anterioare. | ” | (Amedée Ayfre) (Cinema … un secol și ceva, 2004)
- | “ | Marea artă a lui Bergman în acest film consistă în felul se ‘dedica’ povestirii, păstrînd mereu neutralitatea unei distanțări față de drama subiectivă, trăită de personajul principal, bătrînul profesor Isak Borg. Un anumit ritm biologic devine suveran de la un moment dat, ceea ce face ca multele imagini retrăite, scoase din amintire, să se integreze perfect în dinamica fluxului ecranic, deși, să nu uităm, bună parte din ele sînt fără îndoială șocante. ‘Extrem de neplăcutul sentiment de irealitate’, de care vorbește povestitorul, este în permanență supravegheat de o stare activă de cenzurare a visului nocturn și a viselor cu ochii deschiși. […] | ” |
- | “ | Fragii sălbatici realizează o analiză a sufletului omenesc, dovedind că aceasta e posibilă cu mijloacele cinematografului. Analiza este psihanalitică, fie și în măsura în care ea pornește de la eul narator, ca o subtilă emanație. Borg nu se hazardează în relații care să-l scoată din crusta sa. Doar Marianne îndrăznește să intre într-un dialog al spiritului. Restul personajelor vegetează în cercul conștiinței eroului. Esențial e nu atît stilul romanului autobiografic, cît mai degrabă stilul armonizării eului cu ipostazierile, cu alteritățile sale. | ” | (Ioan Lazăr, Teme și stiluri cinematografice, 1987)

## Distribuție
- Victor Sjöström - Professor Isak Borg
- Ingrid Thulin - Marianne Borg
- Bibi Andersson - Sara
- Gunnar Björnstrand - Evald Borg
- Jullan Kindahl - Agda, menajera
- Folke Sundquist - Anders
- Björn Bjelfvenstam - Viktor
- Naima Wifstrand - Isaks Mutter
- Gunnar Sjöberg - Sten Alman / controlor
- Gunnel Broström - Berit Alman
- Max von Sydow - Henrik Åkerman
- Ann-Marie Wiman - Eva Åkerman
- Gertrud Fridh - Karin Borg, Isaks Gattin
- Åke Fridell - Karins Liebhaber
- Sif Ruud - Tante Olga
- Yngve Nordwall - Onkel Aron
- Per Sjöstrand - Sigfrid Borg
- Gio Petré - Sigbritt Borg
- Gunnel Lindblom - Charlotta Borg
- Maud Hansson - Angelica Borg
- Eva Norée - Anna Borg
- Göran Lundquist - Benjamin Borg
- Per Skogsberg - Hagbart Borg
- Lena Bergman - Kristina Borg, geamănă
- Monica Ehrling - Birgitta Borg, geamănă

## Aprecieri critice
Fragii sălbatici a fost unul dintre cele zece filme favorite ale cineastului rus Andrei Tarkovski.

## Premii
- Premiul BAFTA
- Ursul de Aur la Berlin
- nominalizare Globul de Aur pentru film străin